# Maria Ripenberg
Maria Barbro Ripenberg, född Nilsson 10 mars 1958 i Uppsala, är en svensk journalist och författare.

## Biografi
Ripenberg har en examen i internationell ekonomi med fransk inriktning vid Uppsala universitet. Hon har tidigare varit reporter och nyhetschef på Upsala Nya Tidning samt var ledarskribent och debattredaktör där från mars 2006 till december 2019. Från 2020 till 2022 var hon ledarskribent och krönikör på Nerikes Allehandas ledarsida. Från 2022 är hon verksam på Statens medieråd. 
Ripenberg arrangerade 2013–2019 en serie panelsamtal i samarbete med Uppsala universitet, bland annat samtalsserien "Åsikt Uppsala". I september 2019 publicerades hennes genreöverskridande debutbok Historiens vita fläckar. Om rasismens rötter i Sverige på Appell förlag. I juli 2023 släpptes hennes roman Brandnäva på Visto förlag. I januari 2020 var Ripenberg tillsammans med Helle Klein och Anne Ramberg målsägande i en rättegång mot en nazist som ofredat dem under en längre tid; den åtalade dömdes av Svea hovrätt till sex månaders fängelse. 
Ripenberg har deklamerat egen poesi i olika sammanhang samt bidragit med lyrik och andra texter till flera antologier. Hon är jazz- och vissångerska i duon Ripenberg & Hugardt. 
Maria Ripenberg är sedan 1982 gift med journalisten Åke Ripenberg.

## Utmärkelser
- 2015 – "Årets republikan" av Republikanska föreningen.[3]
- 2019 – Hedersdoktor vid Samhällsvetenskapliga fakulteten vid Uppsala universitet.[4]